# Semiothisa infimata
Semiothisa infimata là một loài bướm đêm trong họ Geometridae.